# Martha von Grot
Martha von Grot (* 26. Oktober 1867 in Hasenpot, Gouvernement Kurland, Russisches Kaiserreich; † 28. Dezember 1962 in Vielbach im Westerwald) war eine deutschbaltische Schulleiterin und Reformpädagogin.

## Leben und Wirken
Ihre Vorfahren, die sich Grote nannten, wanderten Anfang des 18. Jahrhunderts aus dem ehemaligen Stift Verden ins Baltikum ein. Das Geschlecht wurde 1775 in den erblichen Reichsadelsstand erhoben und 1797 in die Livländische Ritterschaft immatrikuliert. Martha von Grots Vater war ein erfolgreicher Rechtsanwalt. Schon sehr früh spürte sie den Wunsch Lehrerin werden zu wollen, zumal sie unter dem damaligen autoritären Schulsystem sehr litt. Sie kritisierte später:

„Die Lehrer, die verstehen zu denken und zu arbeiten, sie selber wissen, wie man Aufsätze macht, französisch lernt, im Rechnen und in der Geschichte denkt - aber das alles, dieses Allerwichtigste, zeigen sie uns armen Kindern nicht, die Möglichkeit, es zu erreichen, gebeb sie uns nicht!“

Nachdem Martha von Grot die damals übliche Schulbildung für Mädchen ihres Standes abgeschlossen hatte, absolvierte sie das Lehrerinnenseminar in Dorpat in Estland (Tartu). Mit ihrer Lehrerinnenausbildung war sie sehr unzufrieden, vor allem mit der damals vorherrschenden Unterrichtsform der heuristischen Methode, welche die Schüler Schritt für Schritt zum Resultat führt, aber das Allerwichtigste, das selbständige Gehen des Arbeitsweges sie nicht lehrt. Martha von Grot kritisierte später: „Die Lehrer unterrichten Fächer – und nicht Schüler“. Nach ihrer Ausbildungszeit im Lehrerinnenseminar arbeitete sie als Hauslehrerin in Mitau, u. a. lange Zeit in der kinderreichen Familie von Pastor von Raison.
Da für Martha von Grot die Frage der Bildung und Erziehung der weiblichen Jugend immer mehr zur brennenden Frage wurde, reiste sie durch Deutschland von Anstalt zu Anstalt und knüpfte Kontakte zu bekannten Pädagogen. Wegweisend für sie war die Begegnung mit Hugo Gaudig und dessen Unterrichtsverfahren, das sich an der Arbeitsschulpädagogik orientierte. Ferner besuchte sie Vorlesungen der Psychologie in Würzburg bei Oswald Külpe. Anschließend kehrte die Adelige als Lehrerin an das Lehrerinnenseminar in Dorpat zurück, dessen Leitung ihr 1904 übertragen wurde. Das von ihr geleitete private deutsche Lehrerinnenseminar wurde 1892 ohne behördliche Genehmigung von der baltischen Ritterschaft errichtet, als Folge auf das Verbot deutschsprachiger Schulen im Zuge der Russifizierungspolitk von Zar Alexander III. An der Groteschen Schule unterrichtete als Lehrer für deutsche Sprache Oskar Masing, Verfasser des unvollendet gebliebenen Deutschbaltischen Wörterbuches, den 1936 der finnische Germanist Valentin Kiparsky als den größten heute lebenden Kenner des Baltendeutsch bezeichnete. Die Seminarleiterin reformierte die Lehrerinnenausbildung, insbesondere die Erziehung der Absolventinnen betreffend:

„Sie erkannte, daß die guten und häßlichen Charaktereigenschaften der Schüler sich in der Gemeinschaft äußern, sich durch das gemeinsame Arbeiten an einer Aufgabe unwillkürlich, ja gewissermaßen notgedrungen offenbaren; daß infolgedessen durch die Gemeinschaft der Arbeit sich für den Lehrer das Feld seiner pädagogischen Wirksamkeit erst umfassend aufschließt. – Sie erkannte weiter, daß der Lehrer, um dieses Feld zu beackern, einerseits eine straffe Unterrichtszucht halten muß, anderseits, die Wechselbeziehungen der Schüler untereinander ausnützend, jeden einzelnen Schüler mitverantwortlich machen muß für die Arbeitsleistung seiner Mitschüler und für den Geist der Klasse.“

Mit Beginn des Ersten Weltkriegs brach auch für die Deutschbalten, die überwiegend der Oberschicht angehörten, eine schwere Zeit an. Besonders Adelige, Großgrundbesitzer sowie sich bekennende Christen wurden verfolgt und waren brutaler Gewalt ausgesetzt. Davon blieb auch Martha von Grot nicht verschont. Sie wurde mehrmals verhaftet, ins innere Rußlands verschleppt und in Gefängnisse geworfen, nur bei Wasser und Brot – und immer wieder Folter, schließlich zum Tode verurteilt. Wie ein Wunder und weil im festen Glauben verwurzelt überlebte sie die schreckliche Zeit. Sie kam frei und übersiedelte zunächst zusammen mit einem Stamm baltischer Lehrerinnen, die sie ausgebildet hatte, nach Seewald bei Reval, wo sie in der hiesigen Nervenanstalt von Dr. Ernst von Kügelgen eine Notschule einrichtete.  Bald aber ging Martha von Grot, da sie an die Möglichkeit, in der baltischen Heimat erfolgreich arbeiten zu können, nicht mehr sah, nach Deutschland. Nach einer Zwischenstation bei den Neuendettelsauer Diakonissen und ihrer Mädchenschule an der Zeltnerstraße in Nürnberg übernahm sie 1920 die private sechsklassige konfessionell gebundene Höhere Mädchenschule in Pasing (damals noch eine selbständige Stadt). Unter ihrer Federführung und in enger Zusammenarbeit mit Georg Kerschensteiner, langjähriger Stadtschulrat von München und seit 1918 Honorarprofessor für Pädagogik an der Münchner Universität sowie Marie Freiin von Gebsattel, Referentin für das Höhere Mädchenschulwesen am Bayerischen Ministerium für Unterricht und Kultus, entwickelte sich die evangelische Bildungsinstitution (seit 1924 ein Mädchenlyzeum) zu einer weit über die Grenzen der Stadt und Bayerns hinaus vielgerühmten Schule des erziehenden Unterrichts, respektvoll die Grotschule (heute Grundschule an der Oselstraße) genannt. Georg Kerschensteiner bezeichnete in einem Gutachten an das Preußische Unterrichtsministerium die Bildungsinstitution als eine „Musteranstalt in experimentalpädagogischem Sinne“, sah er doch hier verwirklicht, was er in seinen vielen Publikationen über die Arbeitsschulpädagogik geschrieben hatte. Über die Schule des erziehenden Unterrichts schrieb Martha Grots Biografin, Marie Freiin von Gebsattel:

„Zunächst: Was besagt der Name Schule des erziehenden Unterrichts? – Er besagt, daß es sich um eine Schule handelt, nicht um ein Heim, eine Erziehungsanstalt, deren eigentliche Aufgabe der Unterricht, die Wissensübermittlung und Wissensaneignung ist. Das Beiwort erziehend aber besagt, daß in dieser Schule der Unterricht in Formen verläuft, die an sich erziehlich wirken. Damit sollen die auch bisher unserem Unterricht innewohnenden erziehlichen Momente, der sittlich wertvolle und darum gesinnungsbildende Inhalt vieler Stoffe, die emotionelle Beeinflussung durch den Vortrag, vor allem das für die Pädagogik letzten Endes immer entscheidende Moment der Persönlichkeit des Erziehers weder theoretisch verneint, noch herabgesetzt, noch praktisch ausgeschaltet werden. Im Gegenteil, alle diese Momente erfahren durch das Moment, das neu hinzutritt, durch die Formen des erziehenden Unterrichts, eine Steigerung ihrer Wirksamkeit … Als was stellt die Schule des erziehenden Unterrichts sich nun dar? – 1. Als Werkgemeinschaft zur Erarbeitung von Wissensstoffen und Arbeitswegen, zugleich Werkgemeinschaft zur Erziehung der Schüler; 2. als Lebensgemeinschaft in gegenseitigem Dienst und gegenseitiger Verantwortung; 3. als Christengemeinschaft, d. h. als organische Gemeinschaft im Sinne des Pauluswortes: Glieder eines Leibes, dessen Haupt Christus ist.“

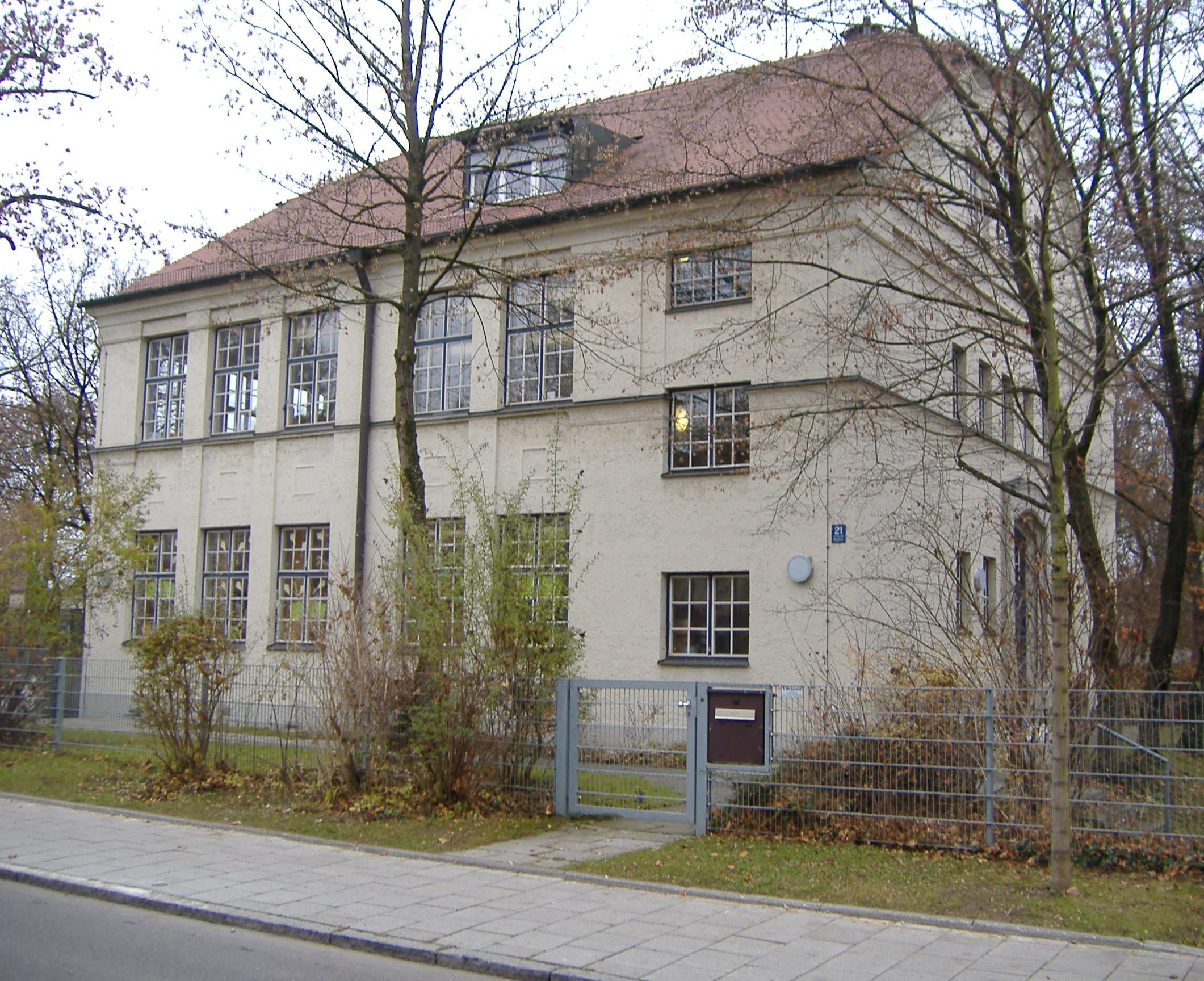
Ehemalige Grotschule heute

Die Methode des erziehenden Unterrichts, die auch am A. B. von Stettenschen Institut in Augsburg und der Diakonissenschule an der Zeltnerstraße in Nürnberg übernommen wurde, führte zu erstaunlich guten Abschlussprüfungsergebnissen. Dadurch sah sich das Bayerische Staatsministerium für Unterricht und Kultus veranlasst, in den Jahren 1930 und 1931 Einführungskurse in den erziehenden Unterricht, zunächst auf der Grundlage des Deutschunterrichts, durchzuführen:

„Die Beteiligung, besonders von seiten der katholischen Ordensschulen, war sehr groß; die Grot’sche Schulreform begann damit auch in katholischen Schulkreisen bekannt zu werden.“

Entsprechend ihrer reformpädagogischen Überzeugung führte Martha von Grot für ihre Schülerinnen den Gymnastikunterricht ein, den eine in Loheland ausgebildete Lehrerin erteilte. Dieser Unterricht durchbrach das Wesen, die Ziele sowie Methoden des traditionellen Sportunterrichts. Neue Formen der Gymnastikstunde waren: die künstlerische Ausdrucksdarstellung (Rhythmische Gymnastik) und die schwedische Gymnastik. Der Unterricht ging von „spontaner freier Bewegung aus und brachte sie im natürlichen Ausdruck zum Schwingen. Bewegung war Ausdruck des Inneren.“
1927 verließ Martha von Groth und fünf weitere Lehrerinnen Pasing. Der Direktor der Mädchenanstalt der Herrnhuter Brüdergemeine in Neuwied am Rhein, Bruder Walter Wedemann, konnte die Schulleiterin und ihre Mitarbeiterinnen für den Aufbau der dortigen Mädchenschule gewinnen, die nach der Grot’schen Methode, die, im Sinne Georg Kerschensteiners, die Erziehung zur Gemeinschaft in den Mittelpunkt des Schullebens stellte, arbeitete. Des Weiteren legte Martha von Grot „auf die christliche Prägung der Schule großen Wert, denn Religion sei kein Fach, sondern bestimme das ganze Leben. Sie suchte den Kontakt zur Gemeinde … Die Direktion erhoffte sich durch die Methode von Frau von Grot positive Anstöße für das brüderliche Schulwerk und veranstaltete pädagogische Tagungen“.

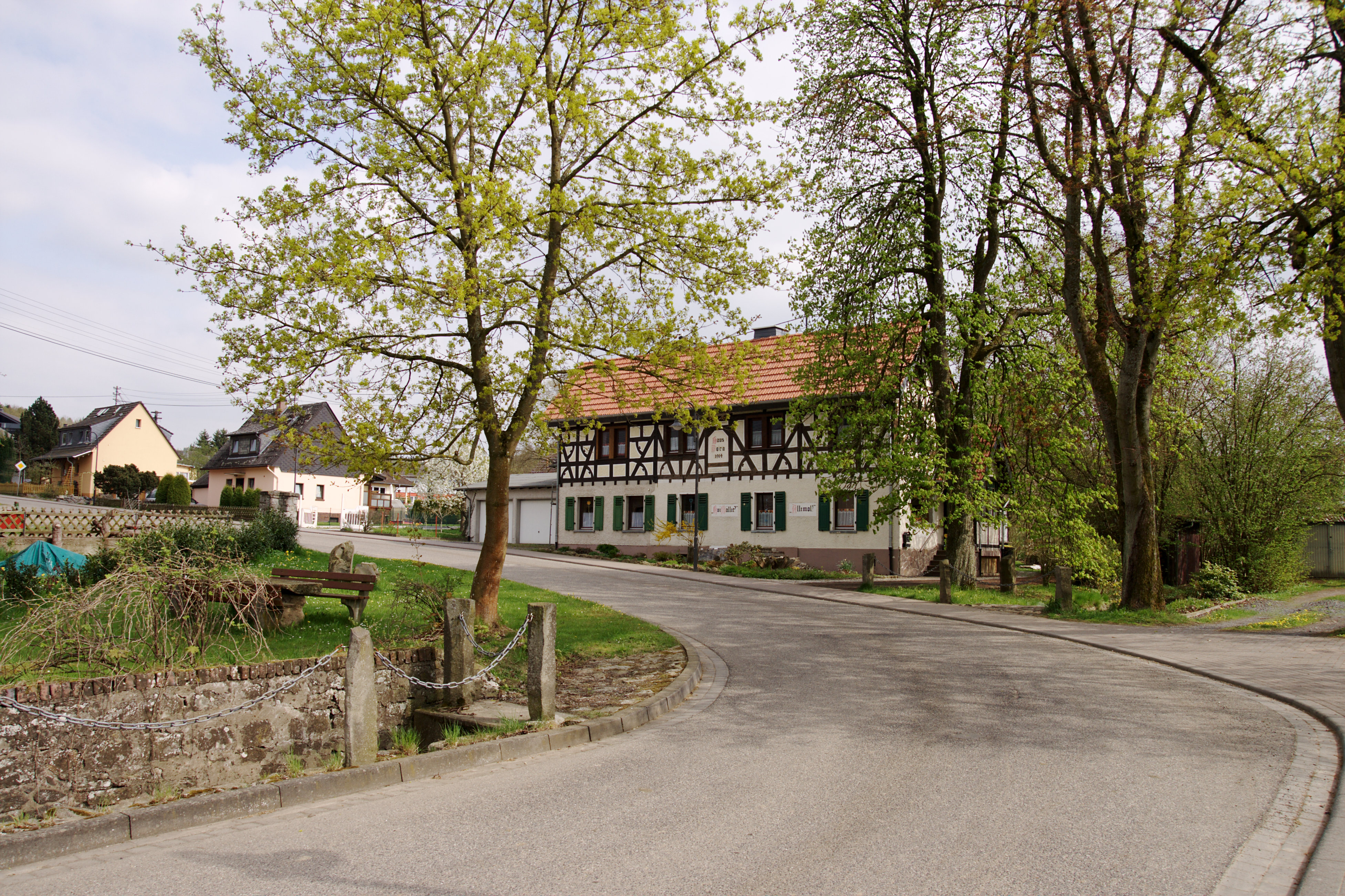
Blick auf das Haus Dora in der Quirnbacher Straße in Vielbach

Die Nazis versetzten 1936 Martha von Grot zwangsweise in den Ruhestand, zumal die Adelige nicht bereit war, die NS-Ideologie ihren anvertrauen Schülern zu übermitteln. Außerdem mussten sowieso alle konfessionell gebundenen Schulen ihren Betrieb einstellen. Die inzwischen 69-jährige folgte einem ehemaligen Schüler, der Rektor einer kleinen Realschule im Kreis Osnabrück war. Sie wirkte nicht mehr als Leiterin oder Lehrerin, sondern „als geistige Mutter des dortigen Lehrkörpers  …, bis auch dieses Schülchen den Machtansprüchen des Nationalsozialismus erlag“.
Die Pädagogin starb hochbetagt im Alter von 95 Jahren am 28. Dezember 1962 in Vielbach, wo sie im Haus Dora ihre letzten Lebensjahre verbrachte.